# Mona Walin
Mona Lena Carin Margaretha Huss Walin, född Huss 24 juli 1944 i Stockholm, är en svensk målare.
Hon är dotter till civilingenjören Gillis Huss och Caje Huss samt dotterdotter till Gunnar Wahlroos; från 1962 var hon gift med Gösta Walin. Efter att hon fått grundläggande undervisning av sin mor studerade hon illustrationsteckning vid Anders Beckmans skola 1962–1963 och under ett par års tid målning för Lizzie Olsson och Gösta Dagermark vid Arbetarnas bildningsförbunds konstskola samt genom självstudier under resor till Paris och Lofoten. Tillsammans med Ann-Marie Enlund ställde hon ut på Galerie Doktor Glas i Stockholm 1966 och hon har medverkat i Stockholmssalongerna på Liljevalchs konsthall. Som illustratör har hon bland annat illustrerat Åge Nicolaisens Forårets Have och Havets Stauder. 
Walin är representerad vid bland annat Kalmar konstmuseum, Örebro läns landsting, Stockholms stad och Uddevalla kommun.